# SOUL ARCHEOLOGY
『SOUL ARCHEOLOGY』（ソウル・アーキアラジー）は、崎谷健次郎の通算9枚目のオリジナル・アルバム。2001年11月22日に発売された 。

## 解説
- サウンドプロデュース・ビジュアルコンセプトは、崎谷健次郎。
- ミックス・エンジニアは、カトウケンゴ、北城浩志、崎谷健次郎。
- 「僕と君の関係」では、ベース・亀田誠治、ギター・渡辺格が参加している。
- 「TIKI island」では、ジャズピアニストの実父・崎谷義晴との共演が実現した。
- 作品タイトルは「魂の考古学」の意。崎谷は「このアルバムタイトルは、過去の自分をもう一度見つめなおし、眠っていた自分や感性を発掘し研磨して、再び輝かせる…という意味をこめてつけ」た。「発掘された感性は現在の僕によって磨かれて、全く別のものになった気がします。新世紀、これからの僕の音楽の方向性を提示したアルバム」と紹介している[3] 。

## 収録曲
1. 僕と君の関係
2. MYSTERIUM 〜不条理の館〜
3. 愛の真実
4. Love is... beautiful
5. Brave of love
6. TIKI island
7. Secret garden
8. Daisy.
9. Have some fun!
10. Invisible birds
11. You'll miss me
12. Heaven knows
13. MYSTERIUM 〜K.S file of fear mix〜
14. 愛の真実 〜Always love mix〜
全曲 作詞・作曲・編曲：崎谷健次郎